# Točník (Wysoki Jesionik)
Točník (historyczna nazwa niem. Dreh Berg) – szczyt (góra) o wysokości 1146 m n.p.m. (podawana jest też wysokość 1143,4 m n.p.m. , 1143 m n.p.m.  lub 1043,0 m n.p.m. ) w paśmie górskim Wysokiego Jesionika (cz. Hrubý Jeseník), w północno-wschodnich Czechach, w Sudetach Wschodnich, na Śląsku, w obrębie gminy Bělá pod Pradědem, oddalony o około 10 km na północny zachód od szczytu góry Pradziad (cz. Praděd). Rozległość góry (powierzchnia stoków) szacowana jest na około 5,2 km², a średnie nachylenie wszystkich stoków wynosi około 10°.

## Charakterystyka

### Lokalizacja

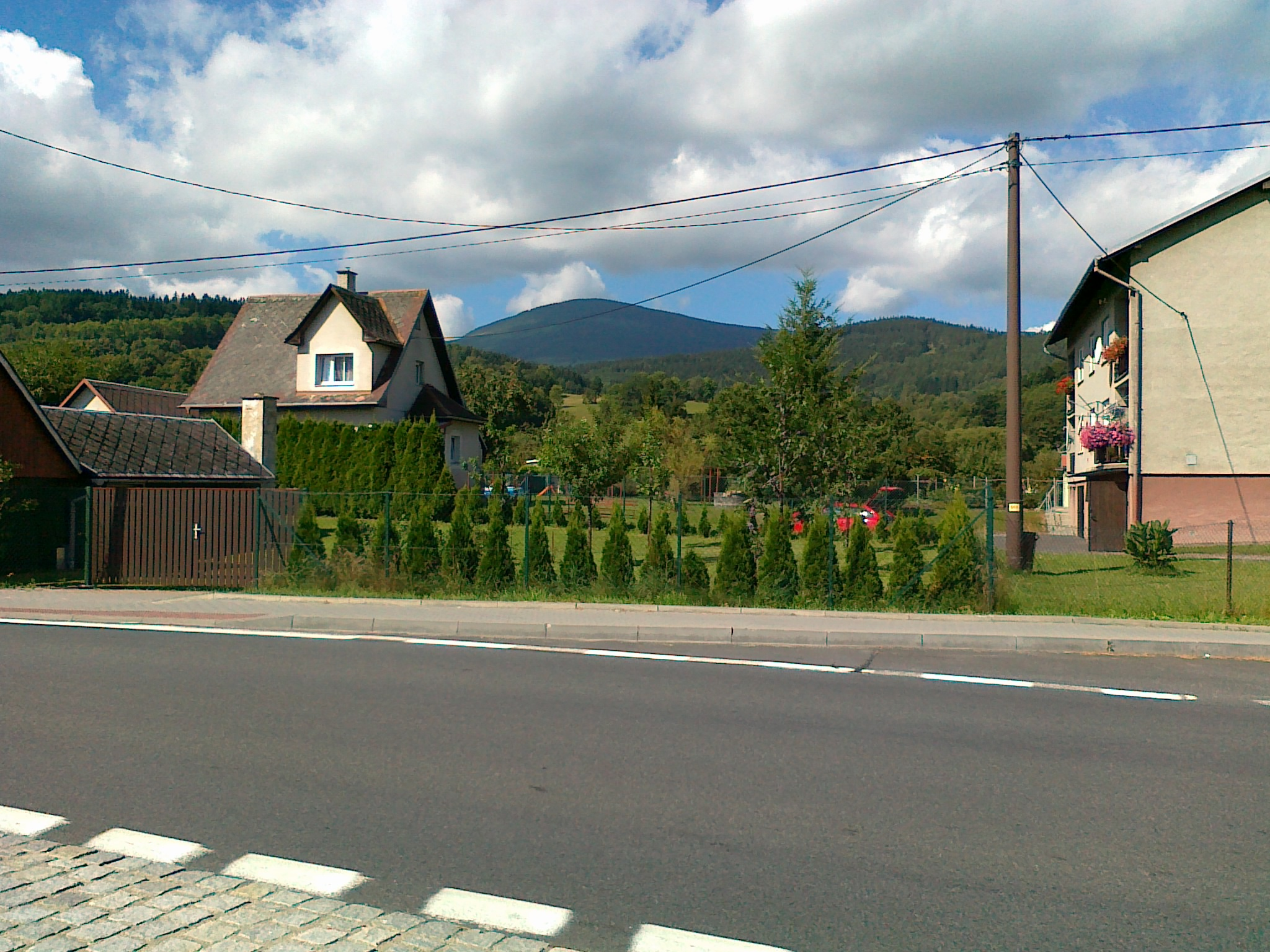
Widok z drogi nr w miejscowości Bělá pod Pradědem na góry: Hříbková hora, Točník i Domašovský kopec (2018 rok)

Góra Točník położona jest nieco na północny zachód od centrum całego pasma Wysokiego Jesionika, leżąca przy granicy z sąsiednim pasmem o nazwie Góry Opawskie (cz. Zlatohorská vrchovina). Jest górą o kopulastej powierzchni szczytowej, leżącą w części Wysokiego Jesionika, we wschodnim obszarze (mikroregionu) o nazwie Masyw Keprníka (cz. Keprnická hornatina), na bocznej gałęzi grzbietu głównego Masywu Keprníka, ciągnącego się od przełęczy Červenohorské sedlo do przełęczy Ramzovskiej (cz. Ramzovské sedlo). Točník jest górą niezbyt charakterystyczną, położoną blisko osady Filipovice, będącej częścią miejscowości Bělá pod Pradědem, „doczepioną” od północnego wschodu do bardziej charakterystycznej w tym rejonie i znacznie wyższej góry Červená hora. Znajduje się przy biegnącej drodze nr 44 na trasie Jesionik (cz. Jeseník) – Šumperk, z której jest dobrze widoczna i rozpoznawalna. Jest szczytem słabo rozpoznawalnym i słabo widocznym m.in. z drogi okalającej połać szczytową góry Pradziad (widoczny poniżej linii patrzenia na szczyt góry Žalostná), a z innego charakterystycznego punktu widokowego – z drogi okalającej szczyt góry Dlouhé stráně, trudno rozpoznawalny i można go pomylić z drugorzędnym szczytem Červena hora–V, który znajduje się niemalże na tej samej linii patrzenia.
Górę ograniczają: od północnego wschodu graniczna przełęcz pasma z Górami Opawskimi o wysokości 679 m n.p.m. w kierunku szczytu Bršť (góra Bršť leży już w Górach Opawskich) oraz dwie doliny nienazwanych potoków, będących dopływami rzeki Biała Głuchołaska (cz. Bělá), od wschodu dolina potoku Červenohorský potok, od południowego wschodu dolina potoków Černý potok i Sněžný potok, od południowego zachodu mało wybitna przełęcz o wysokości 1140 m n.p.m. w kierunku szczytu Červená hora–S, od północnego zachodu dolina potoku Rudohorský potok oraz od północy dolina potoku Keprnický potok. W otoczeniu góry znajdują się następujące szczyty: od północnego wschodu Nad Výrovkou, Domašovský kopec, Hříbková hora i Bršť (trzy ostatnie szczyty leżą w Górach Opawskich), od wschodu Bělská stráň, od południowego wschodu Jeřáb i Velký Klín, od południa Červená hora–V, od południowego zachodu Červená hora i Červená hora–S, od zachodu Keprník–JV, od północnego zachodu Keprník i Žalostná oraz od północy Spálená stráň.     

### Stoki
W obrębie góry można wyróżnić trzy następujące zasadnicze stoki:
- północny
- północno-wschodni
- południowo-wschodni

Występują tu wszystkie typy zalesienia: bór świerkowy, las mieszany oraz las liściasty, przy czym dominuje zalesienie borem świerkowym. Na wszystkich stokach poza borem świerkowym wraz z obniżaniem wysokości pojawiają się obszary pokryte lasem mieszanym i obszary pokryte lasem liściastym, a u podnóży stoków północno-wschodniego i południowo-wschodniego występują już łąki. Niemalże wszystkie stoki charakteryzują się znaczną zmiennością wysokości zalesienia, z występującymi przerzedzeniami, ogołoceniami, równomiernie rozłożonymi pasmowymi przecinkami, z największą zlokalizowaną na stoku południowo-wschodnim, z przeznaczeniem na trasy zjazdowe oraz przebieg związanych z nimi wyciągów narciarskich oraz znacznymi polanami. U podnóża stoku południowo-wschodniego w pobliżu drogi nr 44 przebiega napowietrzna linia przesyłowa prądu o napięciu 22 kV. W odległości około 250 m na północny wschód od szczytu, na wysokościach około 1100 m n.p.m. położona jest grupa samotnych skalisk, dostępnych z biegnącego zielonego szlaku turystycznego , ze zlokalizowanym na jednym z nich punktem widokowym. Ponadto na stoku północno-wschodnim znajdują się dwa niewielkie obszary głazowisk.
Stoki mają stosunkowo jednolite, na ogół łagodne i zróżnicowane nachylenia. Średnie nachylenie stoków waha się bowiem od 8° (stok północno-wschodni) do 19° (stok północny). Średnie nachylenie wszystkich stoków góry (średnia ważona nachyleń stoków) wynosi około 10°. Maksymalne średnie nachylenie stoku południowo-wschodniego blisko połaci szczytowej, na wysokościach około 1050 m n.p.m., na odcinku 50 m nie przekracza 35°. Stoki pokryte są siecią dróg oraz na ogół nieoznakowanych nielicznych ścieżek z przebiegającą przez grzbiet główny góry – ścieżką z wytyczonym na niej zielonym szlakiem turystycznym . Przemierzając je zaleca się korzystanie ze szczegółowych map, z uwagi na zawiłości ich przebiegu, zalesienie oraz zorientowanie w terenie.

### Szczyt

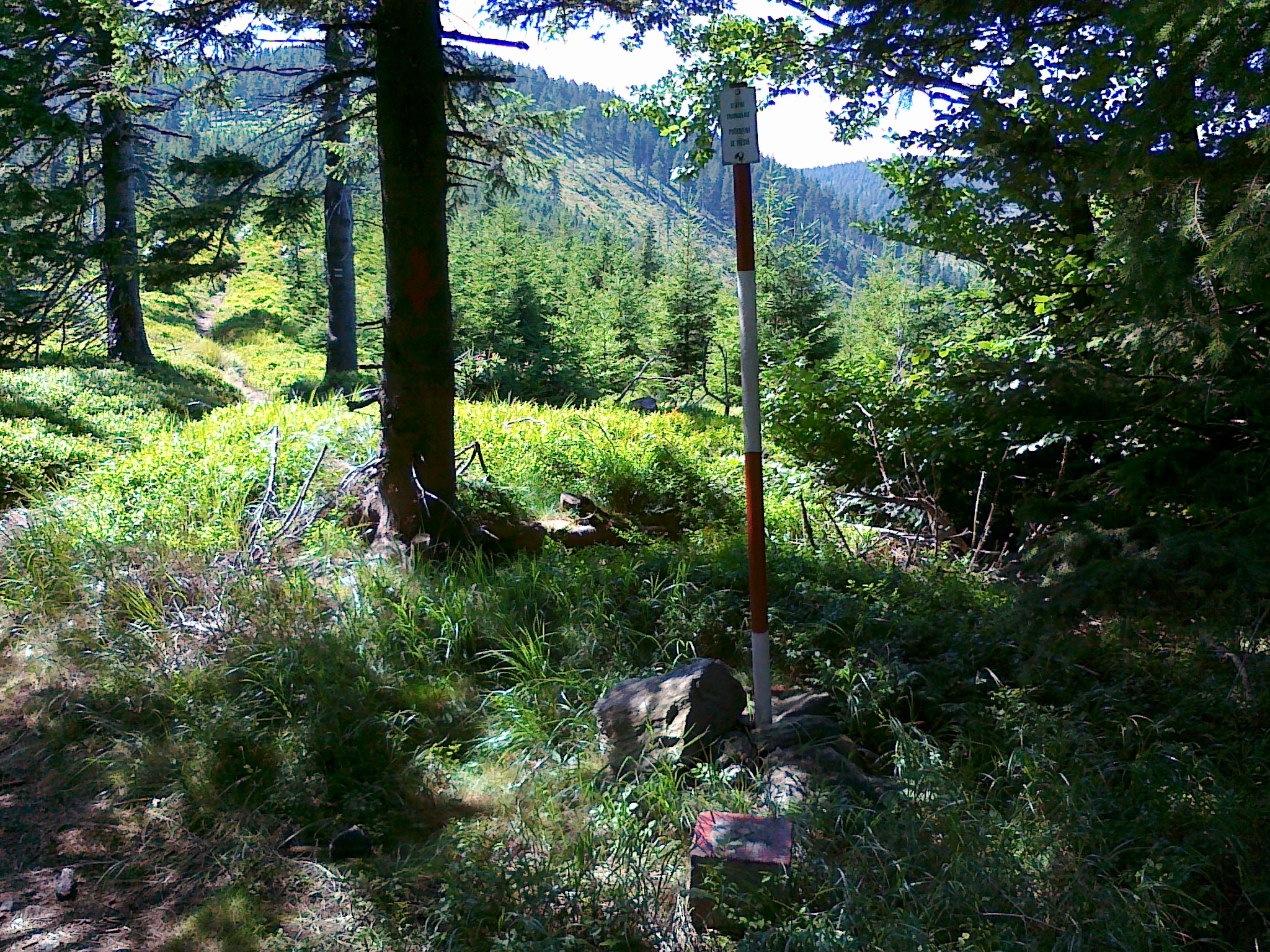
Punkt geodezyjny na połaci szczytowej góry Točník (2016 rok)

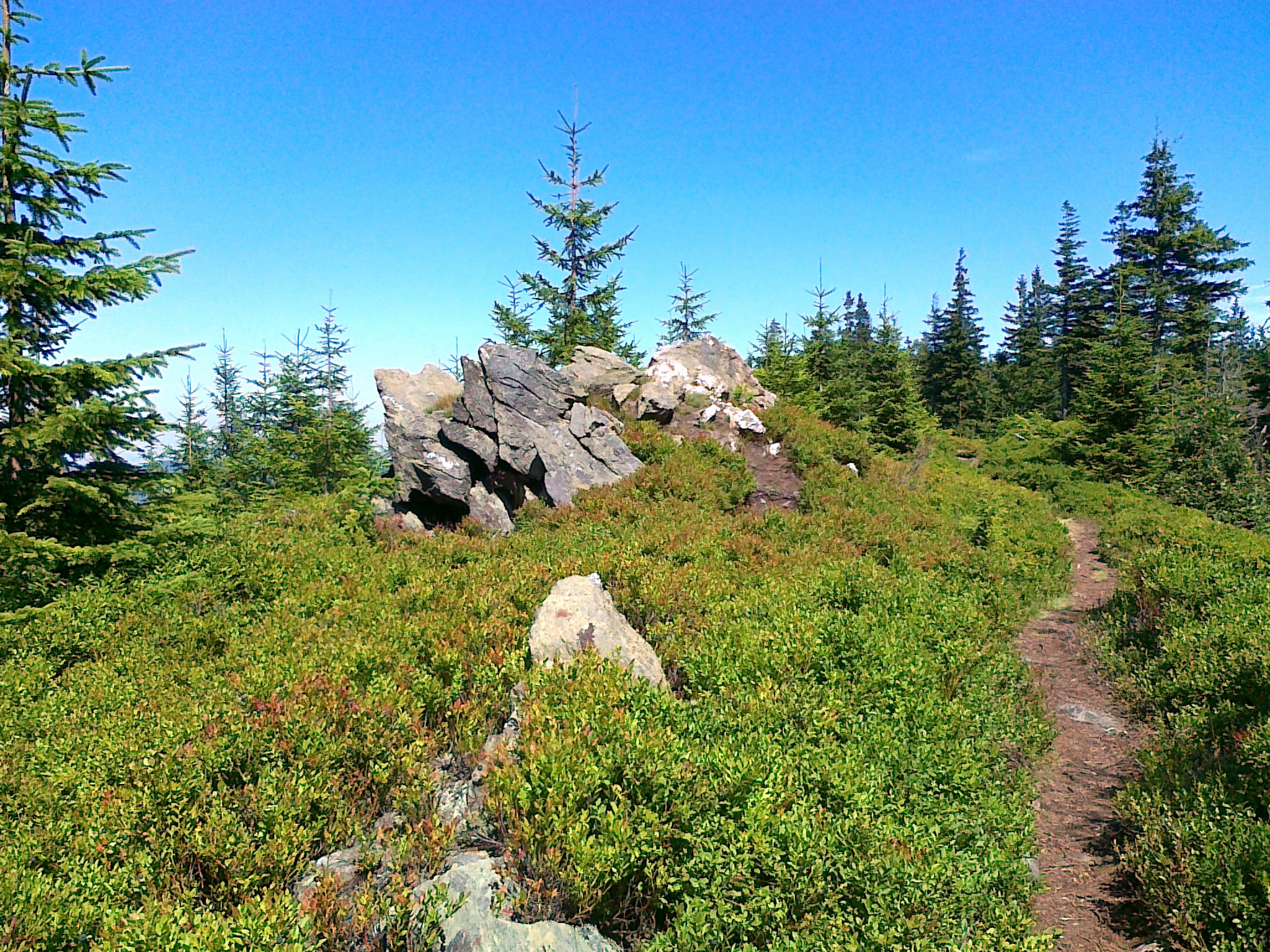
Widok z zielonego szlaku turystycznego, na skalisko szczytowe góry Točník (2016 rok)

Točník jest górą o pojedynczym szczycie. Na połaci szczytowej znajduje się niewielka polana otoczona borem świerkowym, na której położone są niewielkie skaliska oraz pokryta bardzo popularną rośliną Wysokiego Jesionika – borówką czarną. Przez połać szczytową przechodzi ścieżka główna, na której wytyczono zielony szlak turystyczny . Na połaci tej przy przystanku turystycznym Točník z podaną na tablicy informacyjnej wysokością 1143 m, znajduje się punkt geodezyjny, oznaczony na mapach geodezyjnych numerem (30.), o wysokości 1143,44 m n.p.m. oraz współrzędnych geograficznych (50°09′18,57″N 17°08′51,33″E/50,155158 17,147592) z założonym w 1937 roku kamieniem wysokościowym, z widocznym koło niego zamontowanym stalowym słupkiem, pomalowanym na przemian w poziome pasy białe i czerwone, ostrzegającym przed jego zniszczeniem z tabliczką, z napisem Státní triangulace Poškození se trestá , oddalony o około 70 m na północny wschód od szczytu. Na szczycie znajduje się skalisko, będące punktem widokowym, z którego roztaczają się ograniczone widoki m.in. w kierunku drugorzędnego szczytu Červená hora–S . Państwowy urząd geodezyjny o nazwie (cz. Český úřad zeměměřický a katastrální (CÚZK)) w Pradze podaje jako najwyższy punkt góry – szczyt – o wysokości 1145,3 m n.p.m. i współrzędnych geograficznych (50°09′17,8″N 17°08′49,3″E/50,154944 17,147028). 
Dojście do szczytu następuje ze skrzyżowania turystycznego (cz. Pod Točníkem) z podaną na tablicy informacyjnej wysokością 700 m, od którego należy przejść zielonym szlakiem turystycznym  stromym podejściem odcinek o długości około 2,2 km, dochodząc do znajdującego się po prawej stronie szlaku skaliska szczytowego. 

### Geologia
Pod względem geologicznym masyw góry Točník należy do jednostki określanej jako kopuła Keprníka i zbudowany jest ze skał metamorficznych, głównie: gnejsów (biotytów), erlanów i łupków łyszczykowych (staurolitu, andaluzytu, granatu, sillimanitu) oraz skał magmowych, głównie: meta-granodiorytów i meta-dacytów.

### Wody
Grzbiet główny (grzebień) góry Pradziad, biegnący od przełęczy Skřítek do przełęczy Červenohorské sedlo oraz dalej do przełęczy Ramzovskiej (cz. Ramzovské sedlo) jest częścią granicy Wielkiego Europejskiego Działu Wodnego, dzielącej zlewiska Morza Bałtyckiego i Morza Czarnego . 
Szczyt wraz ze stokami góry Točník położony jest na wschód od tej granicy, należy więc do zlewni Morza Bałtyckiego, do którego płyną wody m.in. z dorzecza rzeki Odry, będącej przedłużeniem płynących z tej części Wysokiego Jesionika rzek i górskich potoków (m.in. płynącej w pobliżu góry rzeki Biała Głuchołaska i potoków o nazwie: Červenohorský potok, Černý potok, Sněžný potok, Rudohorský potok czy Keprnický potok). Ze stoków biorą swój początek krótkie, nienazwane potoki, będące dopływami wspomnianej wcześniej rzeki Biała Głuchołaska czy potoków Rudohorský potok i Keprnický potok. Na stoku północno-wschodnim, na wysokościach około 600 m n.p.m. występują dwa obszary bagienne. Ponadto u podnóża stoku południowo-wschodniego, w osadzie Domašov, blisko pensjonatu Rybářská bašta U Zeleného Budžese znajdują się dwa połączone ciekiem owalne stawy o długościach około 30 m. Z uwagi na stosunkowo łagodne nachylenia stoków, w obrębie góry nie występują m.in. wodospady czy kaskady.

## Ochrona przyrody
Cała góra znajduje się w obrębie wydzielonego obszaru objętego ochroną o nazwie Obszar Chronionego Krajobrazu Jesioniki (cz. Chráněná krajinná oblast (CHKO) Jeseníky), a utworzonego w celu ochrony utworów skalnych, ziemnych i roślinnych oraz rzadkich gatunków zwierząt, ze znajdującym się w nim na stoku północno-wschodnim góry, blisko przełęczy z sąsiednią górą Bršť rezerwatu przyrody Filipovické louky. Na stokach nie utworzono żadnych obiektów nazwanych pomnikami przyrody oraz nie wytyczono żadnych ścieżek dydaktycznych.

### Rezerwat przyrody Filipovické louky

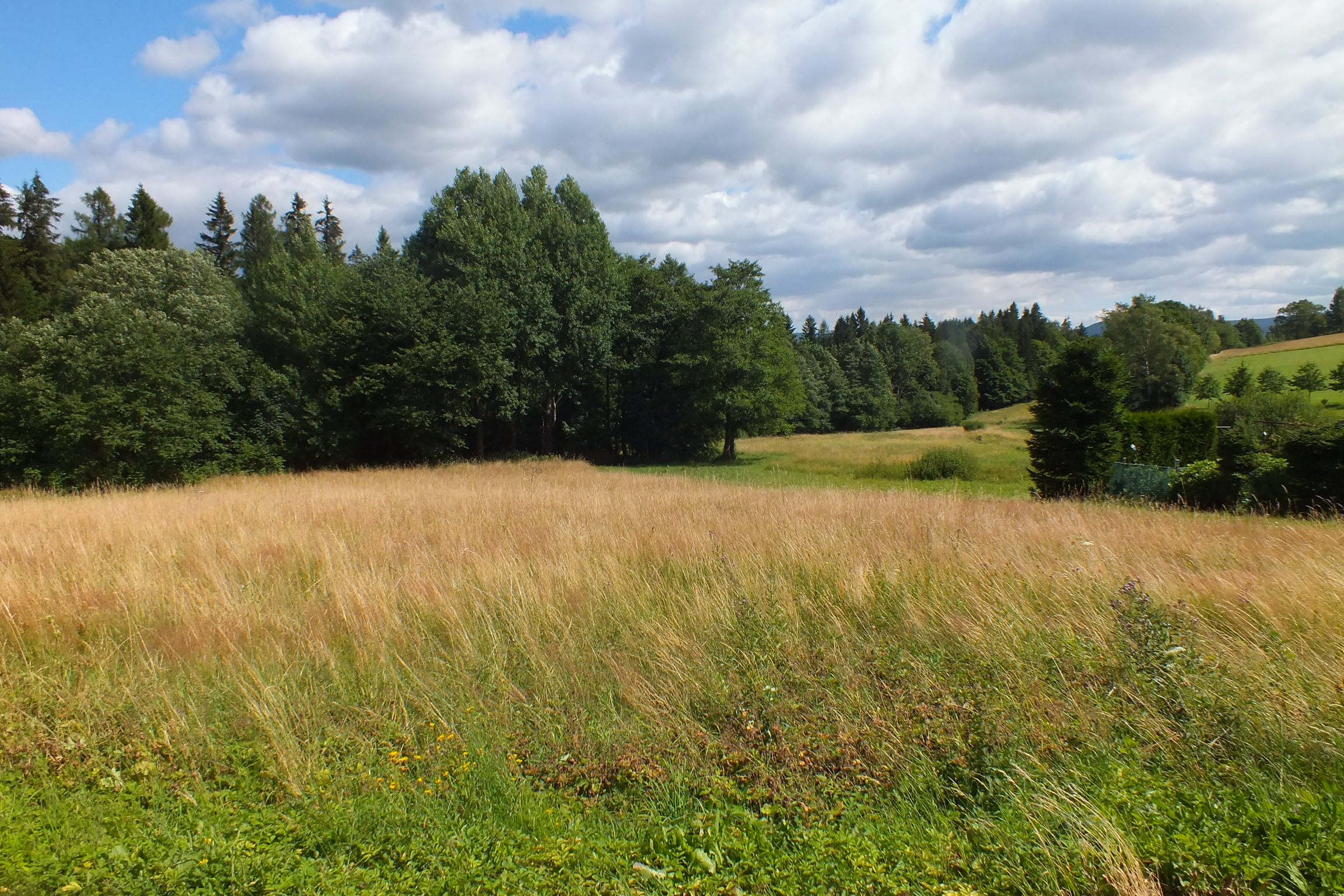
Perspektywa na rezerwat przyrody Filipovické louky (2015 rok)

Rezerwat przyrody Filipovické louky (pol. Rezerwat przyrody Łąki Filipowickie) położony jest na wysokościach (663–677) m n.p.m. stoku góry Točník o nachyleniu około 7%, blisko zabudowań osady Filipovice i ma powierzchnię 2,11 ha, będąc jednym z mniejszych rezerwatów Wysokiego Jesionika. Rezerwat został utworzony 8 listopada 1990 roku w celu ochrony podmokłej i torfowiskowej łąki, chroniącej przede wszystkim rzadkie gatunki płazów w otoczeniu rzadkiej roślinności wysokogórskiej. Na obszarze rezerwatu znajduje się niewielki staw oraz parę oczek wodnych, będących prawdopodobnie pozostałością po eksploatacji torfu. Przez rezerwat płynie również potok, będący dopływem potoku o nazwie Keprnický potok. 

## Turystyka

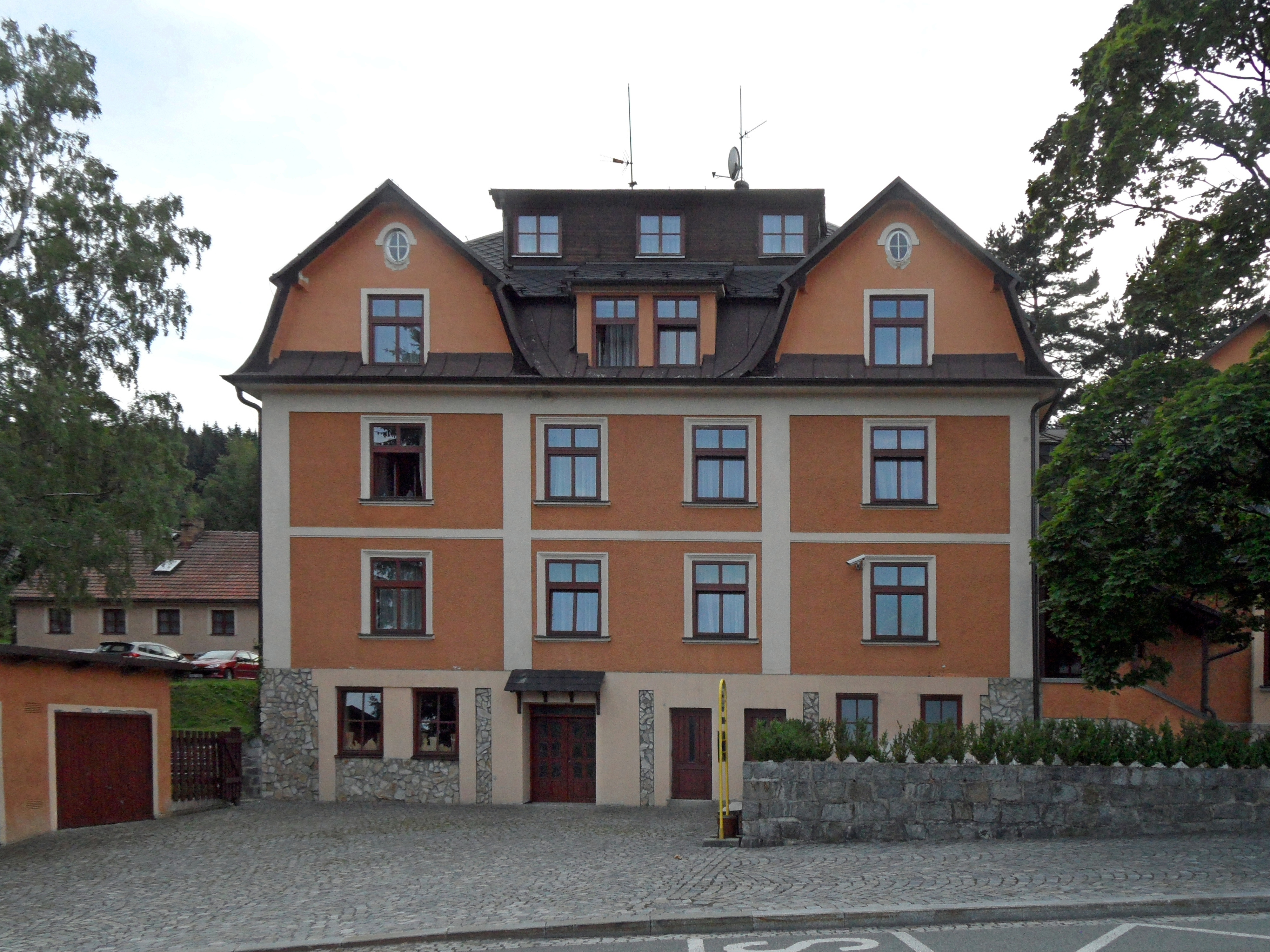
Hotel Stará pošta (2015 rok)

Na stoku północno-wschodnim góry położona jest część osady Filipovice, ze znajdującym się w niej hotelem Stará pošta oraz bazą licznych pensjonatów: Apartmán A1 Filipovice, Apartmán u sjezdovky Filipovice, Chata Fanynka, Chata Filipovice – FRANTOVKA, Horská chata Esty, Horská chata U Rychlých, Penzion Dostál, Penzion Pepovka, Vyhlídka Filipovice. Góra Točník jest kluczową górą ośrodka narciarskiego przy osadzie Filipovice (cz. Skipark Filipovice). Do bazy turystycznej z hotelem Červenohorské Sedlo i pensjonatami, położonymi na przełęczy Červenohorské sedlo jest od szczytu około 3,3 km w kierunku południowym, a do miejscowości Bělá pod Pradědem jest od szczytu około 4 km w kierunku północno-wschodnim, ze znajdującymi się w niej u podnóża stoku południowo-wschodniego pensjonatami Penzion Filipovice i Rybářská bašta U Zeleného Budžese. 
Kluczowym punktem turystycznym jest oddalone o około 2 km na północny wschód od szczytu skrzyżowanie turystyczne Pod Točníkem, przez które przechodzą oba szlaki turystyczne, jedyny szlak rowerowy oraz trasa narciarstwa biegowego. Ponadto przy skrzyżowaniu zielonego szlaku turystycznego , ze ścieżkami, na wysokości około 1007 m n.p.m. położona jest wiata turystyczna. 

### Szlaki turystyczne i rowerowe
Na wielu stronach internetowych poświęconych pieszej turystyce Wysokiego Jesionika proponuje się turystom przebywającym przy bazie turystycznej na przełęczy Červenohorské sedlo czy osadzie Filipovice łączone trasy złożone z przebiegu różnych szlaków m.in. szlaków na stokach góry Točník. Klub Czeskich Turystów (cz. Klub Českých Turistů) wytyczył w obrębie góry dwa szlaki turystyczne na trasach:
 Kouty nad Desnou – Suchá hora – góra Šindelná hora–JZ – góra Šindelná hora – góra Červená hora – źródło Vřesová studánka – Kamenné okno – szczyt Točník – Bělá pod Pradědem
 Lipová-lázně – góra Sněhulák – góra Strmý – góra Obří skály – góra Šerák – przełęcz Sedlo pod Keprníkem – góra Šumný – góra Točník – Filipovice
W obrębie góry wyznaczono jeden szlak rowerowy na trasie:
 V Mlýnkách – góra Nad Výrovkou – góra Točník – Filipovice – Jeřáb – źródło Mariin pramen – góra Velký Klín – Pod Velkým Klínem

#### Podjazdy drogowe
Stokiem południowo-wschodnim biegnie część podjazdu drogą nr 44 na przełęcz Červenohorské sedlo (od osady Domašov do mostu na potoku Černý potok), który jest chętnie pokonywany przez rowerzystów i motocyklistów:
 podjazd z miejscowości Bělá pod Pradědem drogą nr 44 (długość: 8,9 km, różnica wysokości: 474 m, średnie nachylenie: 5,4%, 2 pętlice drogowe)

### Trasy narciarskie
W okresach ośnieżenia częścią niebieskiego szlaku turystycznego , przebiega trasa narciarstwa biegowego. Na stoku południowo-wschodnim góry poprowadzono cztery główne trasy narciarstwa zjazdowego z odpowiadającymi im wyciągami ośrodka narciarskiego (cz. Skipark Filipovice):
| Główne trasy narciarstwa zjazdowego z wyciągami z góry Točník |                    |                 |                     |                |                   |
| Lp.                                                           | Trasa i oznaczenie | Długość trasy m | Różnica wysokości m | Rodzaj wyciągu | Długość wyciągu m |
| 1                                                             | 1                  | 1000            | 200                 | 2-krzesełkowy  | 834               |
| 2                                                             | 2                  | 300             | 50                  | orczykowy      | 300               |
| 3                                                             | 3                  | 780             | 110                 | orczykowy      | 600               |
| 4                                                             | 4                  | 400             | 50                  | orczykowy      | 300               |